# Денисов, Константин Емельянович
Константин Емельянович Денисов — советский хозяйственный, государственный и политический деятель.

## Биография
Родился в мае 1900 года в деревне Малый Прудок Витебской губернии (теперь деревня Прудок Первомайского сельсовета Городокского района Витебской области). Член ВКП(б) с 1928 года.
С 1916 года — на хозяйственной, общественной и политической работе. В 1916—1939 гг. — слесарь, подручный ремонтной бригады среднетехнического училища, тракторного отдела землеустройства и земледелия, мастеровой по ремонту тракторов механического и судостроительного завода «Судосталь», помощник уполномоченного Ленинградского губернского отдела ГПУ по Выборгскому району, на должностях в ОГПУ по Ленинградскому военному округу, в Управлении НКВД по Ленинградской области, начальник ДТО ГУГБ НКВД Юго-Восточной железной дороги, замначальника УНКВД Воронежской области, начальник УНКВД Воронежской области.
Избирался депутатом Верховного Совета РСФСР 1-го созыва.
Расстрелян в 1940 году.